# 日本全国駅弁選手権
『日本全国駅弁選手権』（にっぽんぜんこくえきべんせんしゅけん）は、CS放送のTBSチャンネルで2007年4月から不定期で放送される番組。

## 番組概要
- TBSのアナウンサーが日本全国各地の有名駅弁を、鉄道の車窓の風景とともに紹介していく番組。
- 日本全国駅弁選手権はシリーズものの予定で、個々のタイトルは、「○○（アナウンサーの名前）の日本全国駅弁選手権　「○○（鉄道路線名）線」」である。
- 1本30分。
- ナレーター・清水峰夫

## リポーター
- 肥薩線　出水麻衣（2007年4月）
- 阿蘇高原線　青木裕子（2007年5月）
- 函館本線　久保田智子（2007年7月）
- 北陸本線　青木裕子（2007年11月）